# سيلفين مارتشال

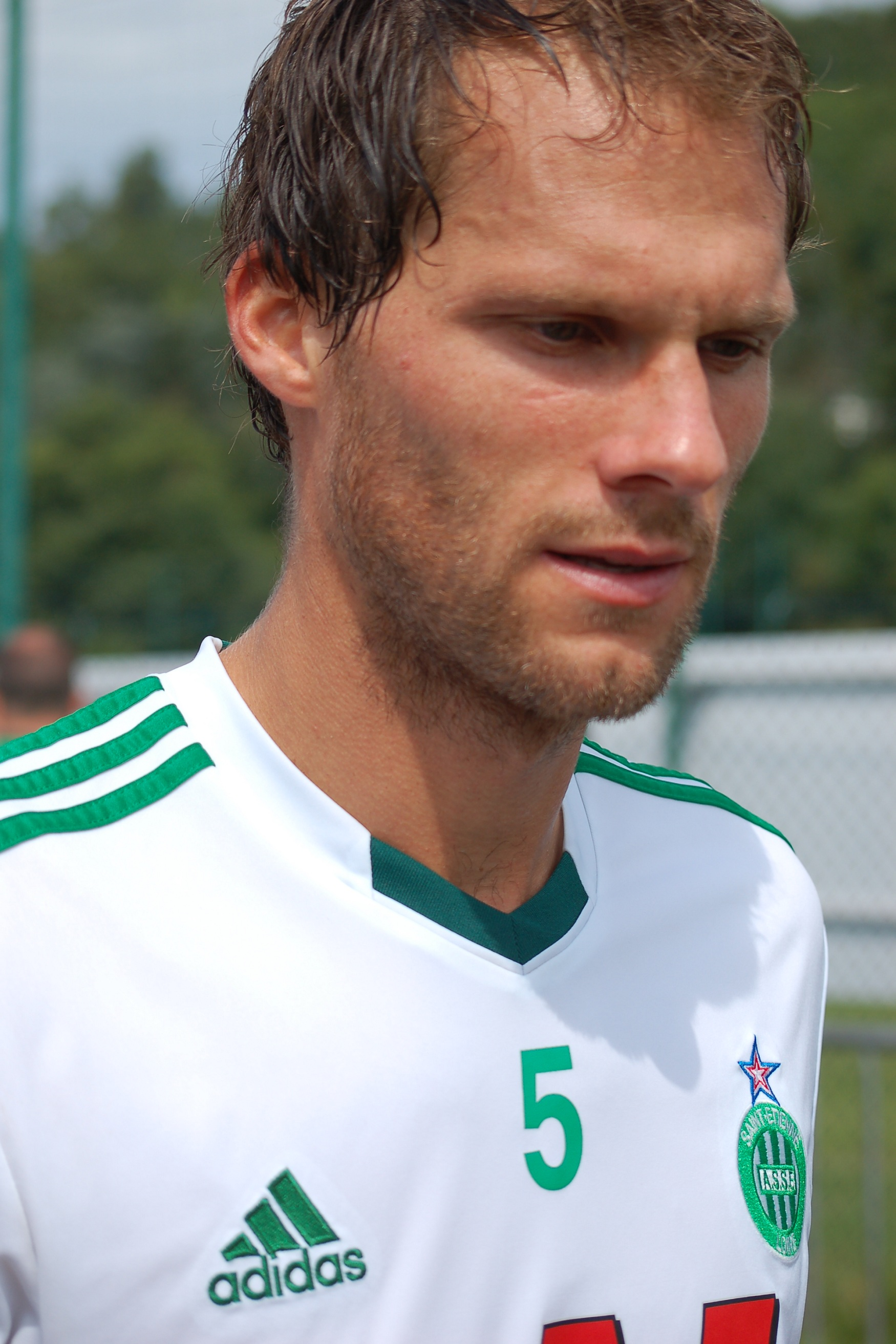

سيلفين مارتشال (بالفرنسية: Sylvain Marchal)‏ من مواليد (10 فبراير 1980 في لانغريس - فرنسا) لاعب كرة قدم فرنسي يلعب حاليا لصالح نادي الدرجة الأولى لوريان الفرنسي منذ 2005 في مركز قلب الدفاع . .

## روابط خارجية
- سيلفين مارتشال على موقع رابطة كرة القدم الفرنسية للمحترفين (الإنجليزية)
- سيلفين مارتشال على موقع قاعدة بيانات كرة القدم.إي يو (الإنجليزية)
- سيلفين مارتشال على موقع ليكيب (الفرنسية)
- سيلفين مارتشال على موقع كووورة
- سيلفين مارتشال على موقع AS.com (الإسبانية)